# Ferdinand Lepié

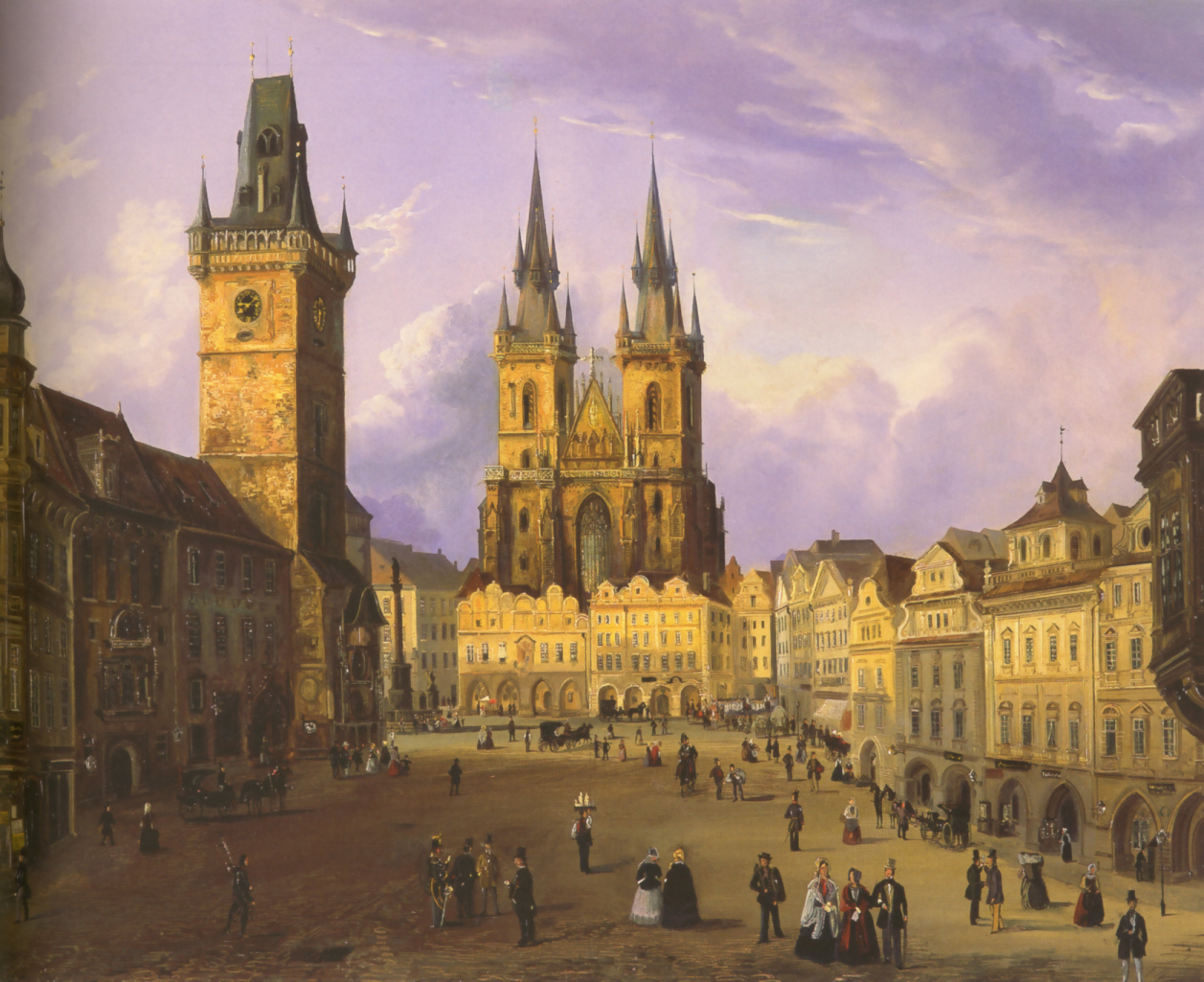
Ferdinand Lepié: Na Staroměstském náměstí (1853, sbírka Kooperativa

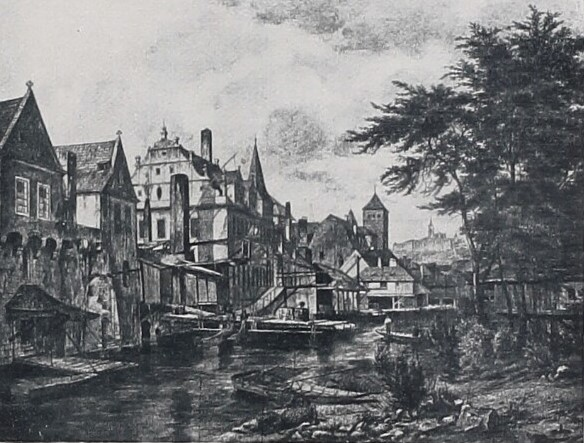
Ferdinand Lepié: Pohled na Čertovku (repro Salon, 1940)

Ferdinand Lepié, vlastním jménem Jan (Johann) Lepgé (8. června 1824 Praha – 11. listopadu 1883 Vídeň) byl rakouský malíř–krajinář, původem z Prahy, žijící v Praze a Vídni.

## Skutečné jméno a pseudonymy
Používal křestní jméno Ferdinand, i když byl pokřtěn Johannes Baptista (Jan Křtitel) Bernardus Lepgé. V soupisu pražských obyvatel je zapsán jako Johann Lepgé dicte (řečený) Lepié Jeho syn Friedrich si v roce 1909 nechal úředně změnit příjmení Lepgé na Lepié.
Jako skutečné jméno též zdroje nesprávně udávají pseudonym Georg Fels, jímž signoval některé obrazy.
Že byl jeho život zapomenut i znalci svědčí i to, že kritik umění Karel B. Mádl se domníval, že si Lepié pofrancouzštil české příjmení Lepý nebo Lepší.

## Život
Narodil se jako nemanželský syn Louisy (Aloisie) Lepgé (1800–??), pokřtěn byl jako Jan Křtitel Bernard (Joannes Baptista Bernardus). S matkou žil v rodině svého dědy Johanna Lepgé.
Studoval v letech 1841–1844 na pražské Akademii výtvarných umění. V letech 1850–1860 byl učitelem ve Strahovském klášteře, kde byl mezi jeho žáky pozdější krajinář Alois Kirnig. Poté se stal na císařském dvoře ve Vídni učitelem kreslení. Ve Vídni žil do konce života.
Zemřel ve Vídni 11. listopadu 1883. Příčinou smrti byla mozková mrtvice, bydliště Wienstrasse 73 (nyní Rechte Wienzeile).

### Rodinný život
Byl ženat s Barborou, rozenou Körbelovou (1829–1884), se kterou měl dva syny.

## Dílo
Díla Ferdinanda Lepié tvořily především olejomalby městských vedut a krajin. Některé scenérie alpských krajin s jezery a historickými stavbami jsou komponované, například Alpská krajina s hrady a katedrálou (1854), jiné reálné. Na nich zobrazoval Prahu, Šumavu, Solnou komoru, povodí Dunaje či okolí Vídně. V roce 1938 zakoupilo muzeum v Havlíčkově Brodu dva jeho obrazy s kutnohorskými náměty.
Jeho malby jsou oceňovány především pro topografickou přesnost a vykreslení detailů.
Karel B. Mádl zhodnotil Lepiého pražská díla takto:
| „                                          | ...a Chitussi, ku podivu, zůstává zde pozadu i za jiným zcela zapomenutým malířem... Ferd. Lepié je co do výkonnosti jen prostřední malíř, snad ještě méně, zastavíte-li se...objevíte k svému údivu malířský cit pro světelné efekty pražských západů a hustotu pražské, místy slabě prosvětlené, pražské atmosféry... | “ |
| — Karel B. Mádl (Národní listy 18. 2. 1906 | |   |

V Česku vlastní jeho obrazy Galerie moderního umění v Roudnici nad Labem, Památník národního písemnictví a další sběratelé.

## Galerie

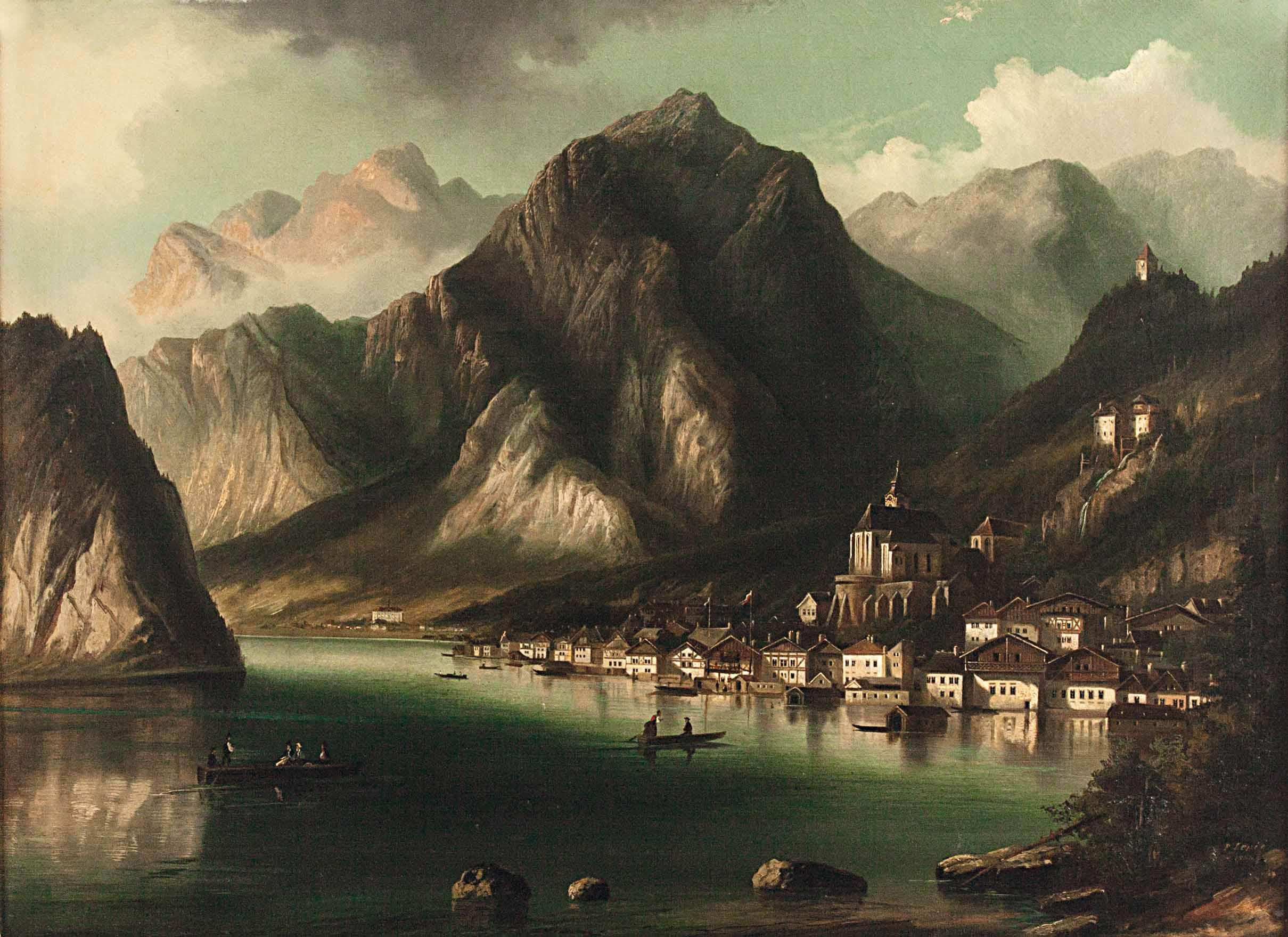
Hallstatt
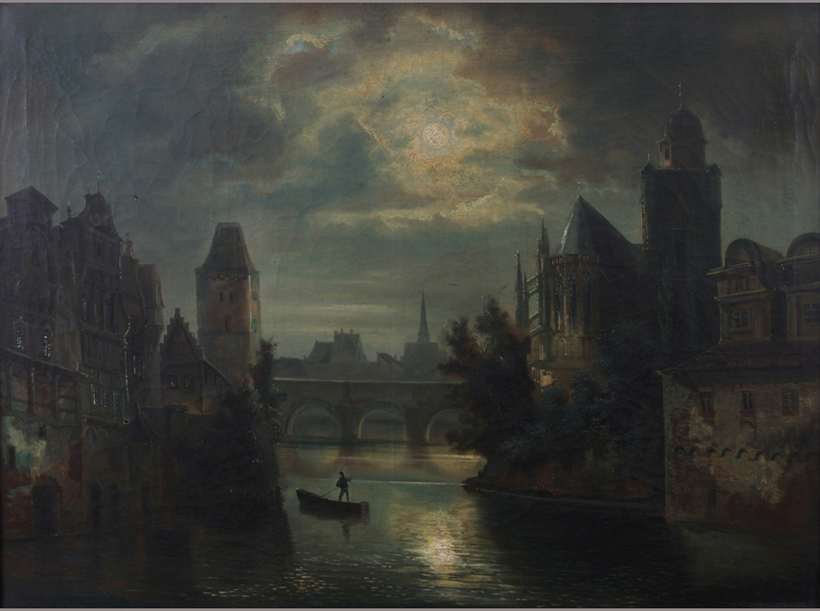
Noc na řece (1872)
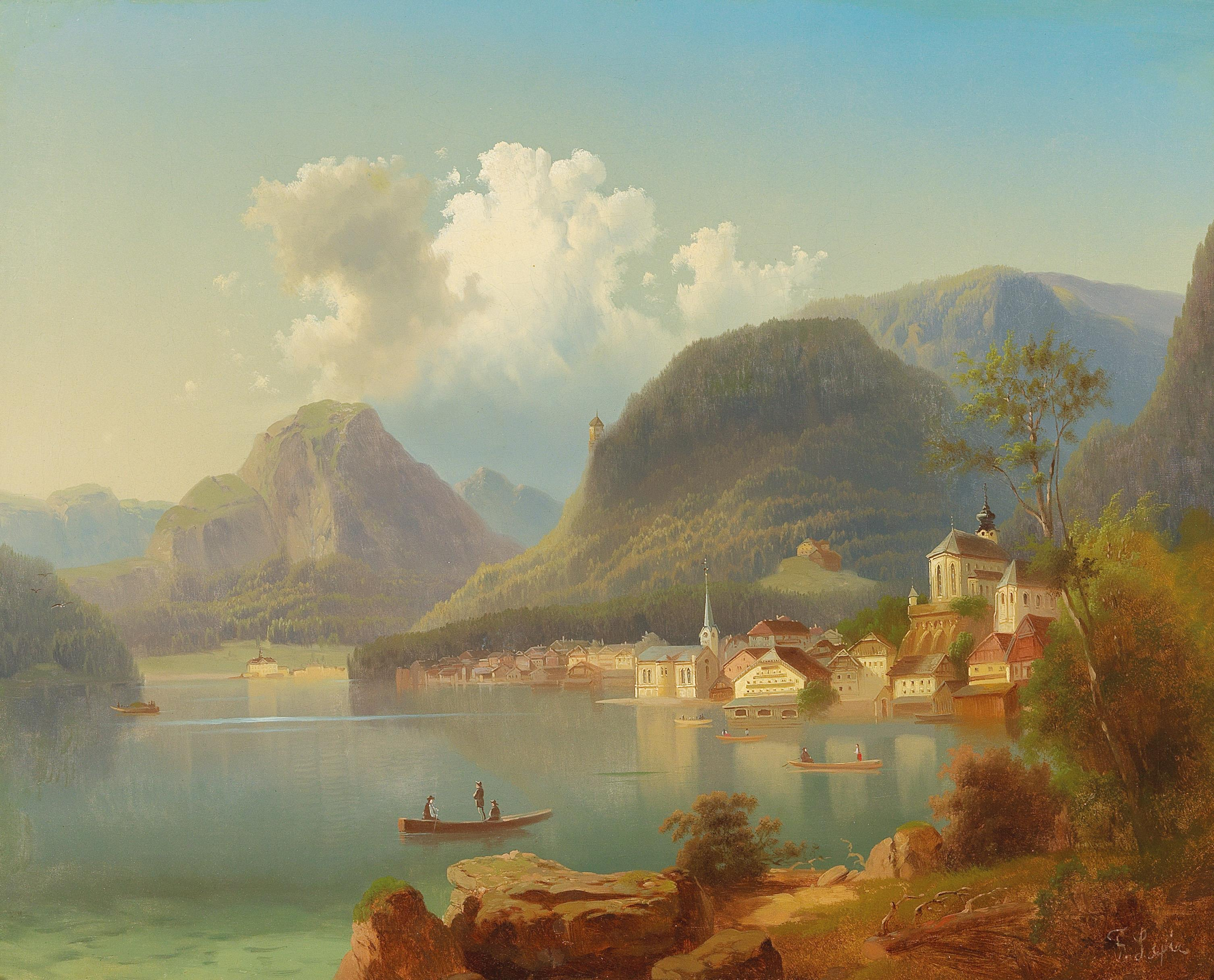
Pohled na Hallstatt
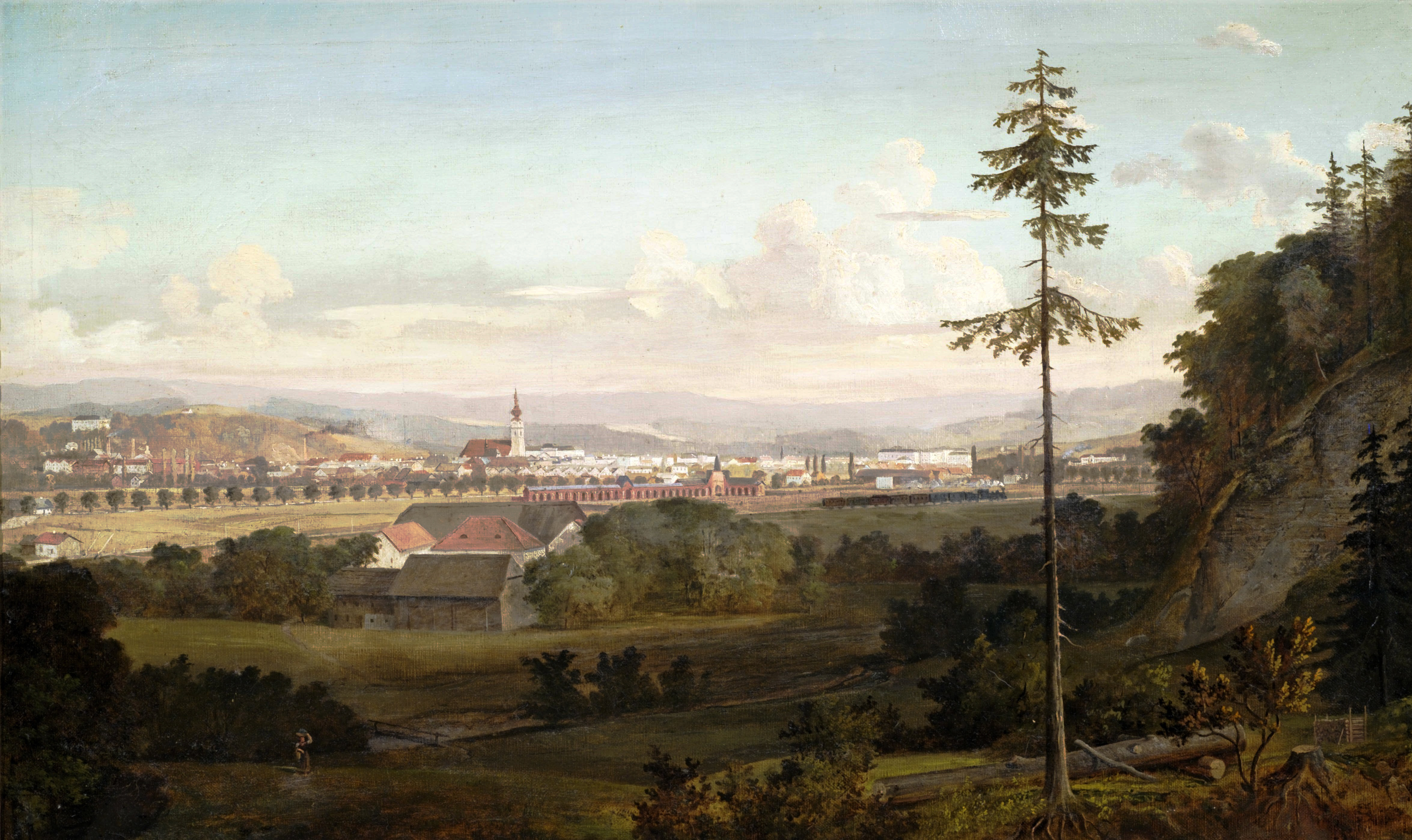
Ried v okrese Inn
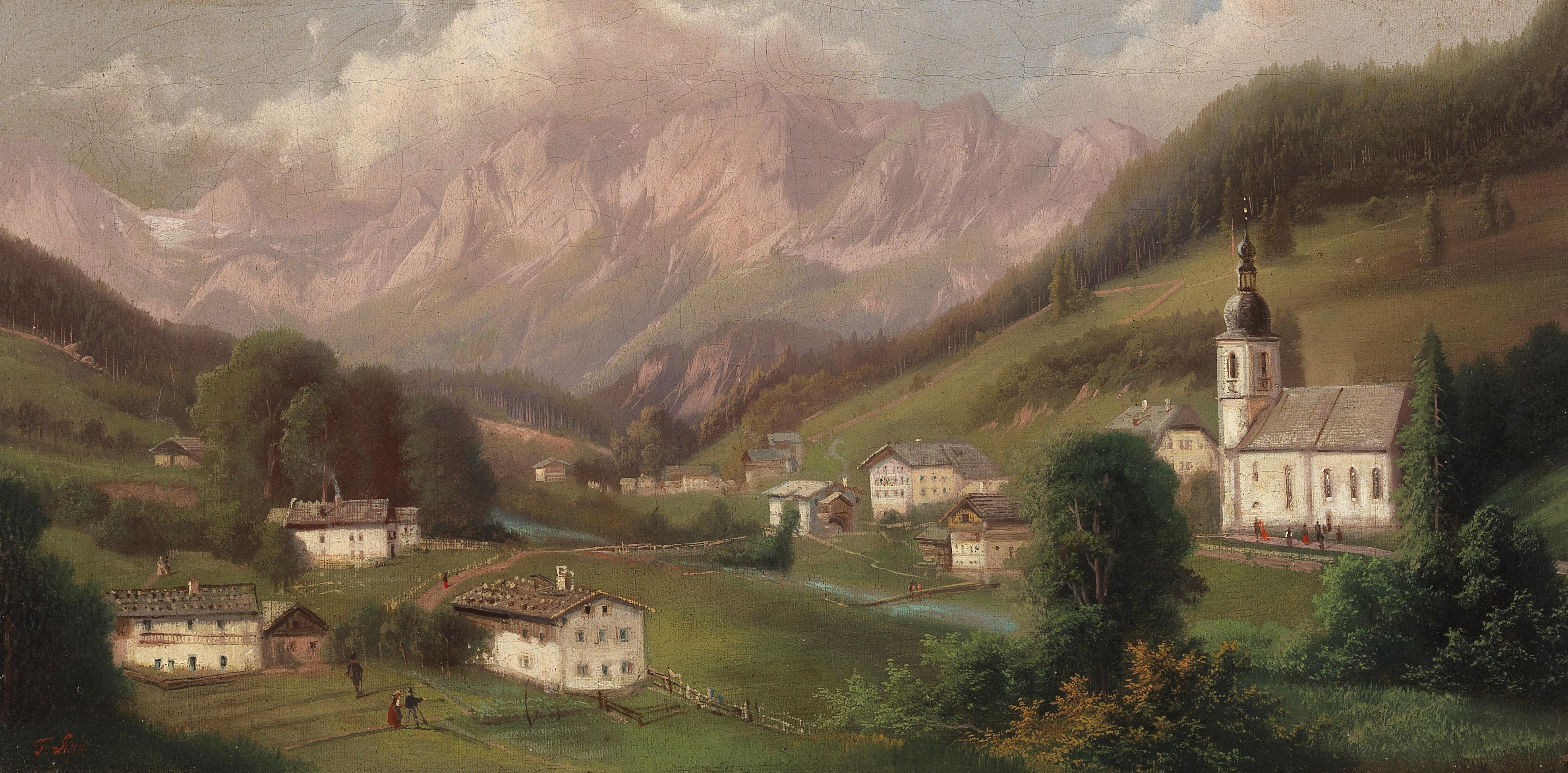
Vesnice v Alpách
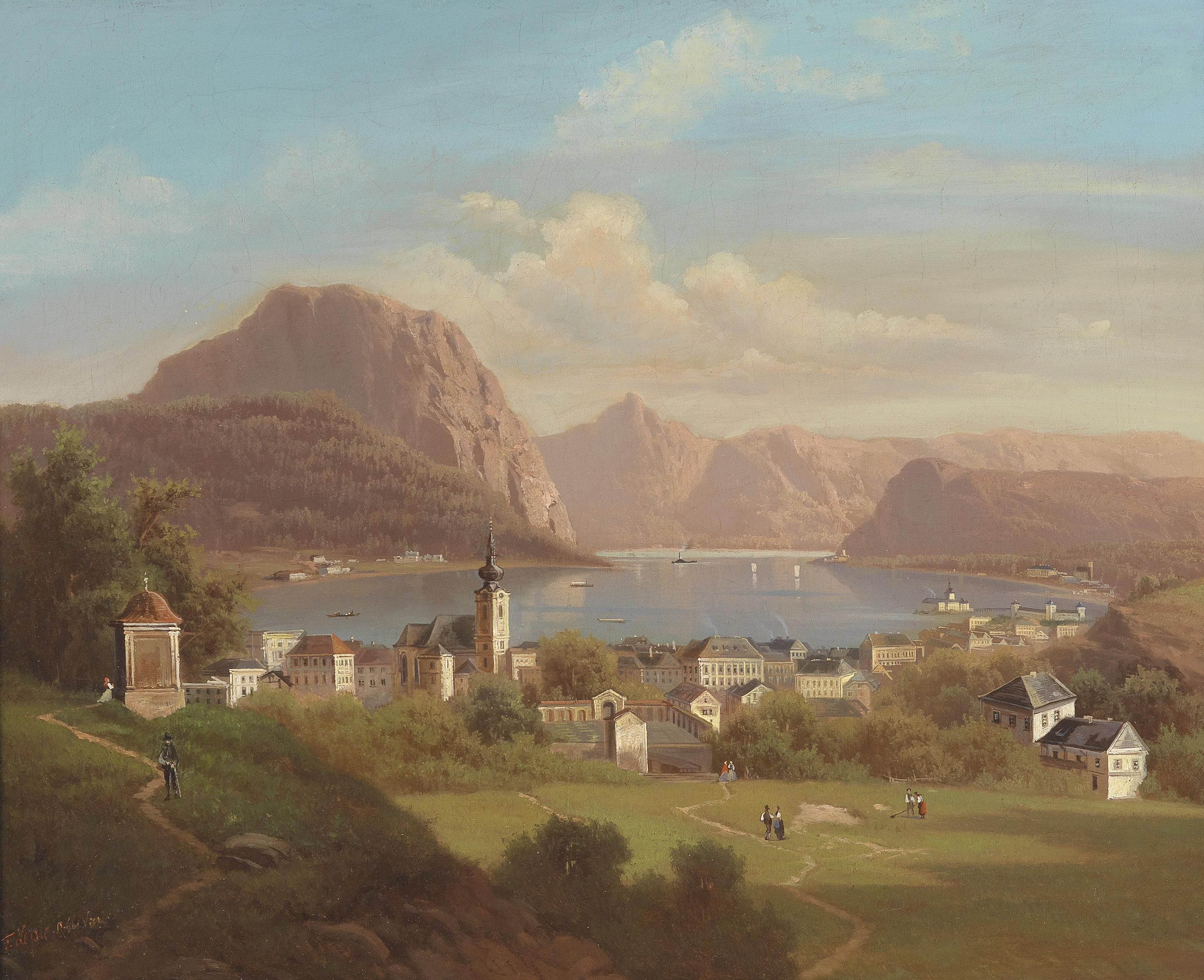
Pohled na Gmunden
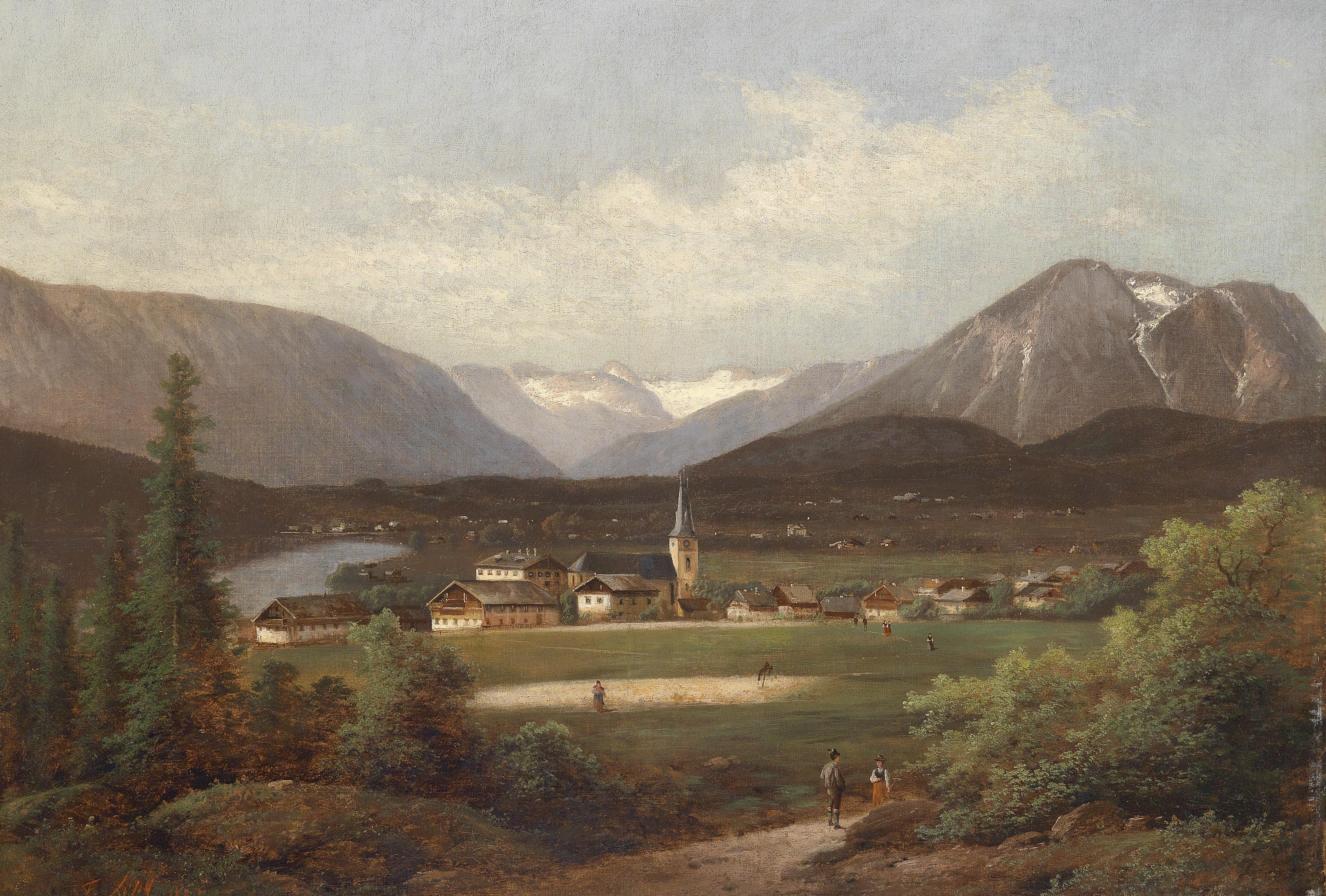
Pohled přes Altausseersee (1883)
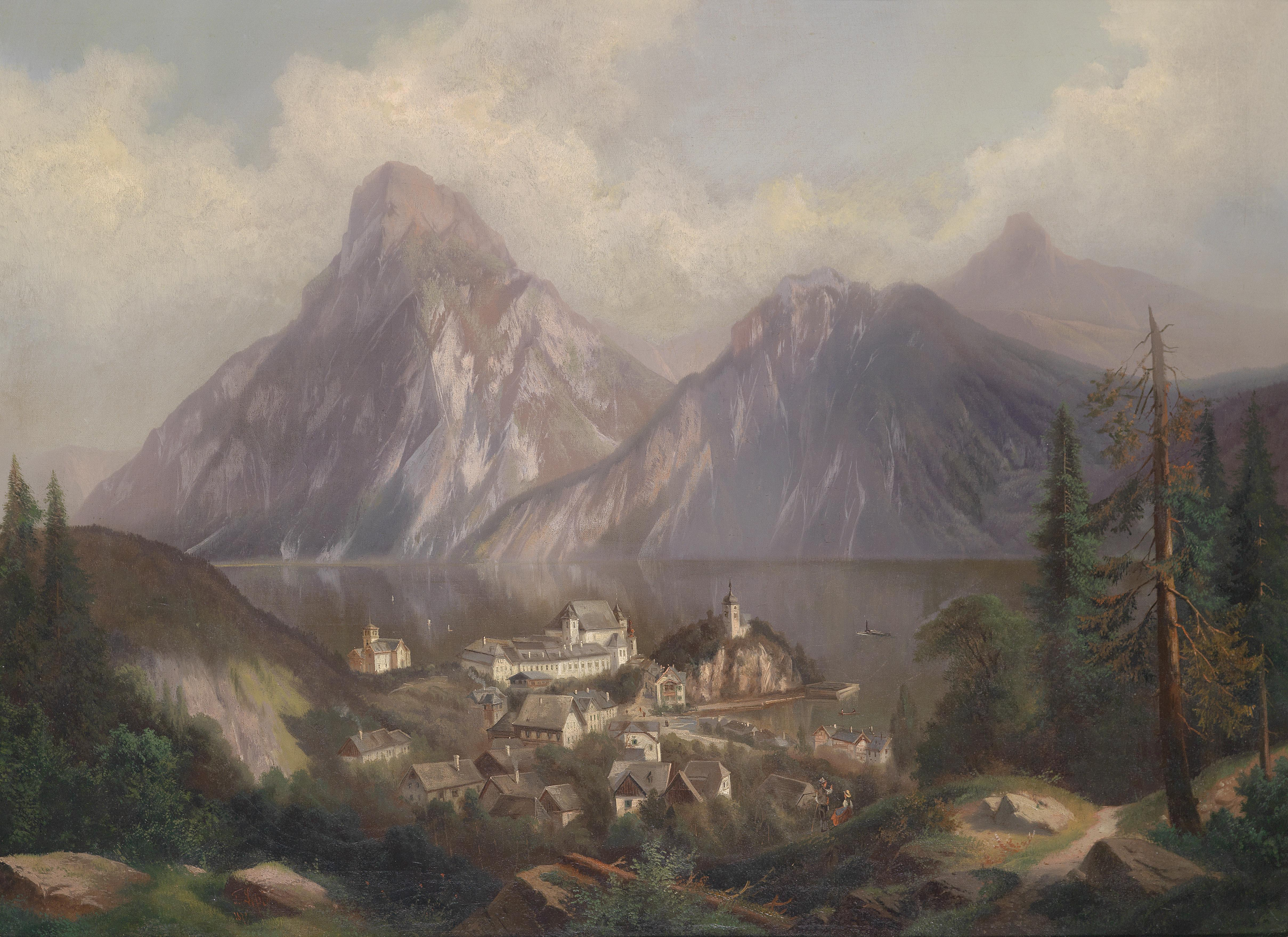
Pohled na Traunkirchen (1877)
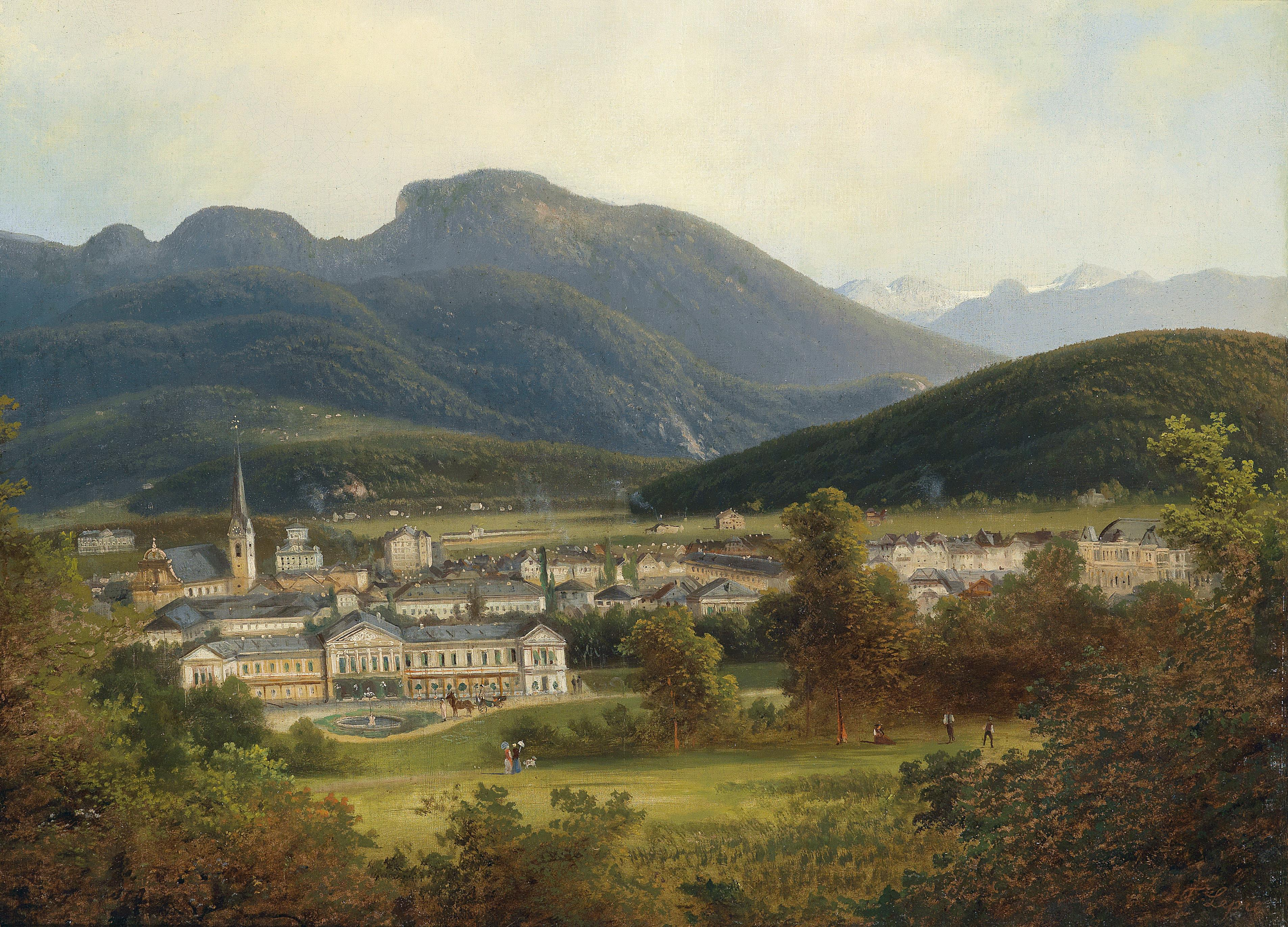
Pohled na Ischl a Kaiservilla
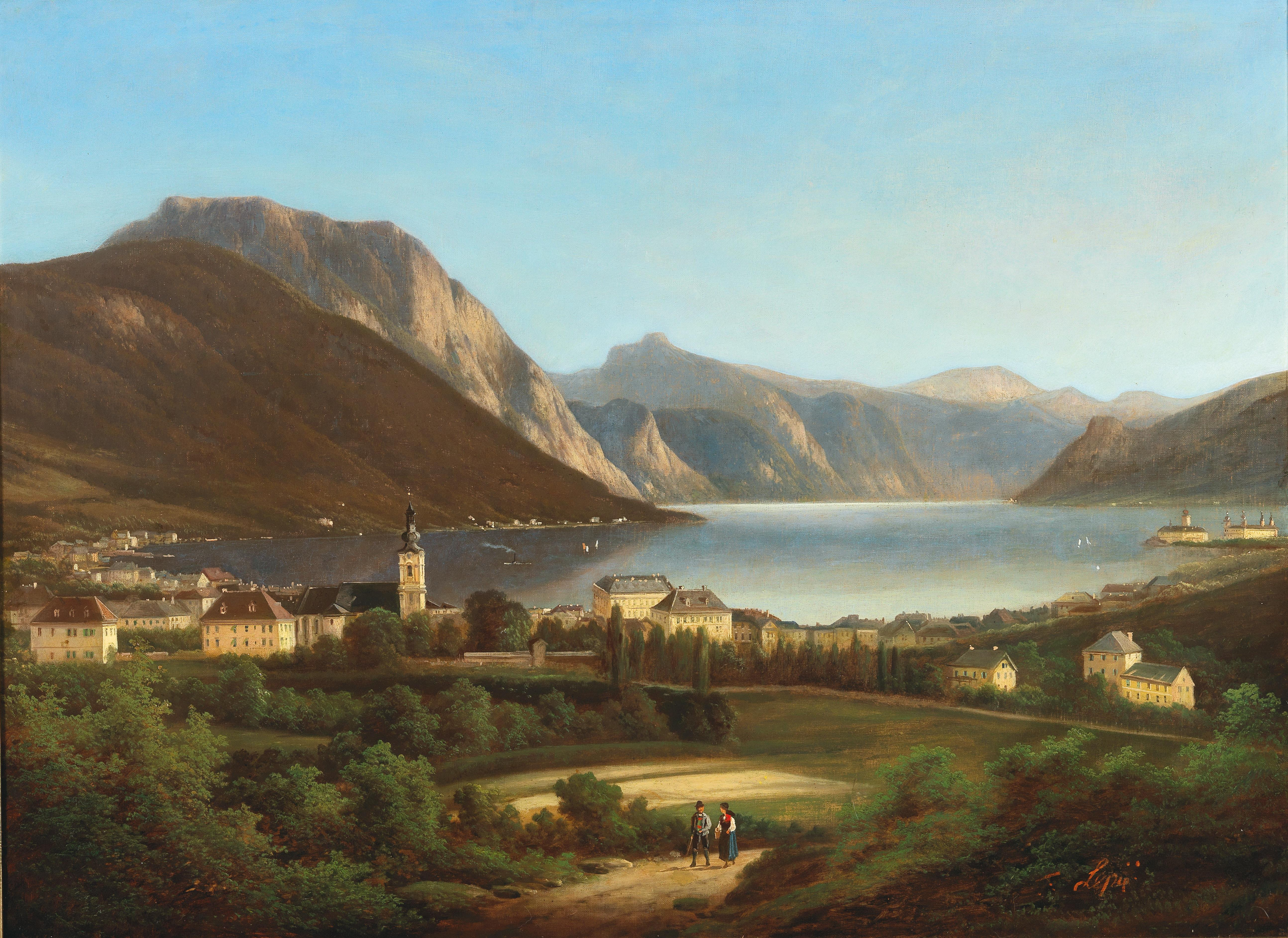
Pohled na Gmunden a zámek Ort
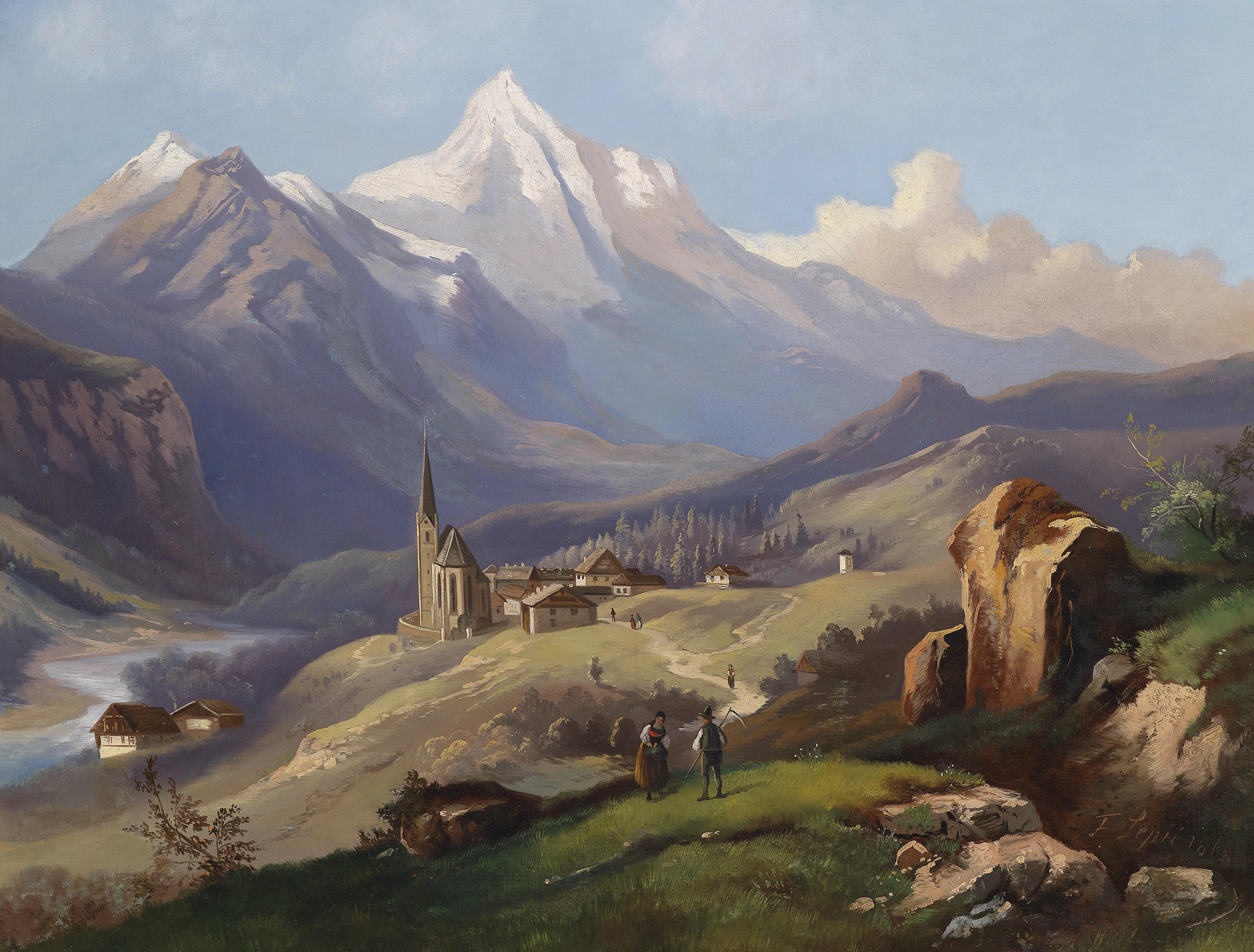
Heiligenblut (1868)
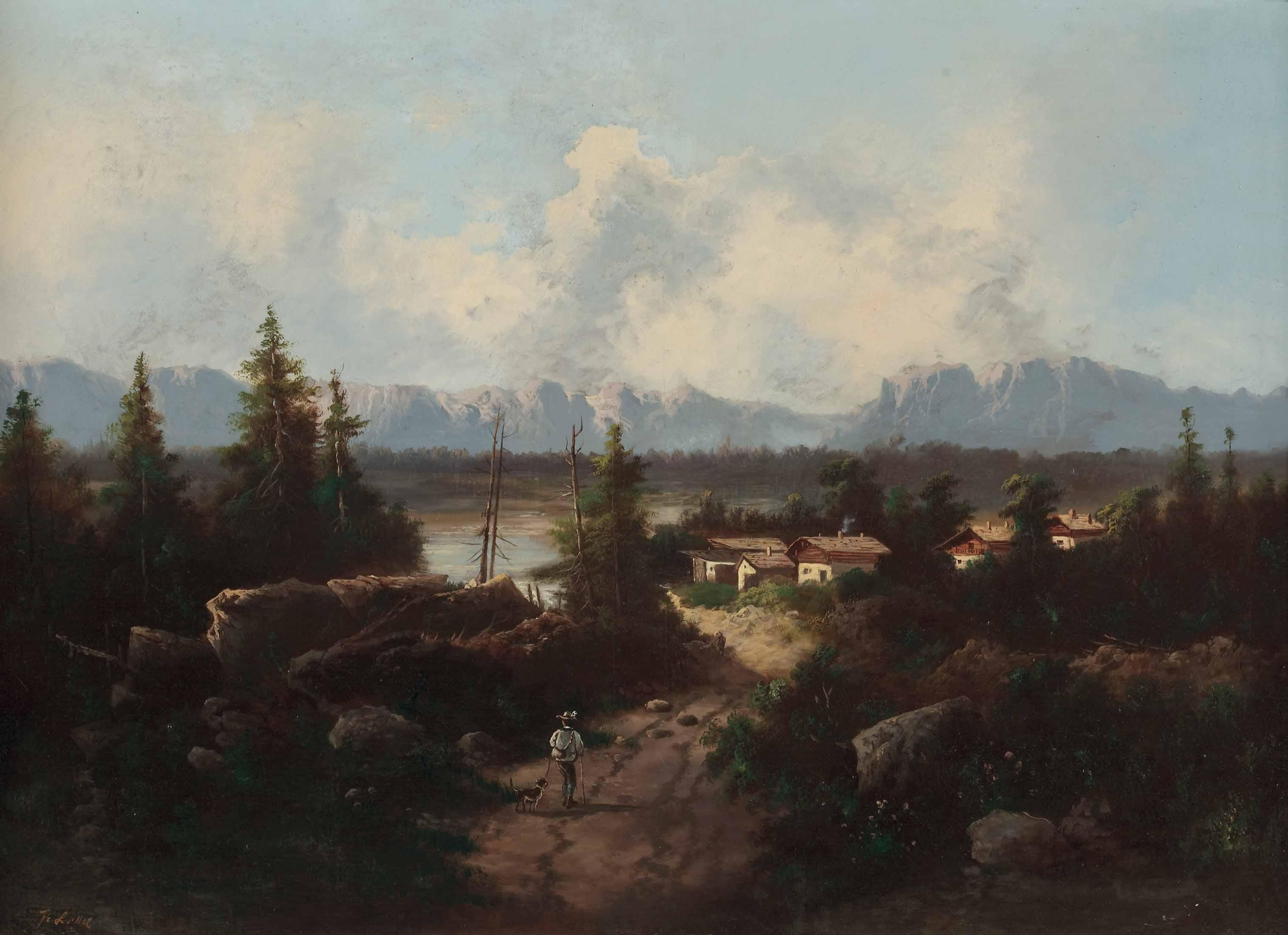
Venkovské domy v idealisované alpské krajině
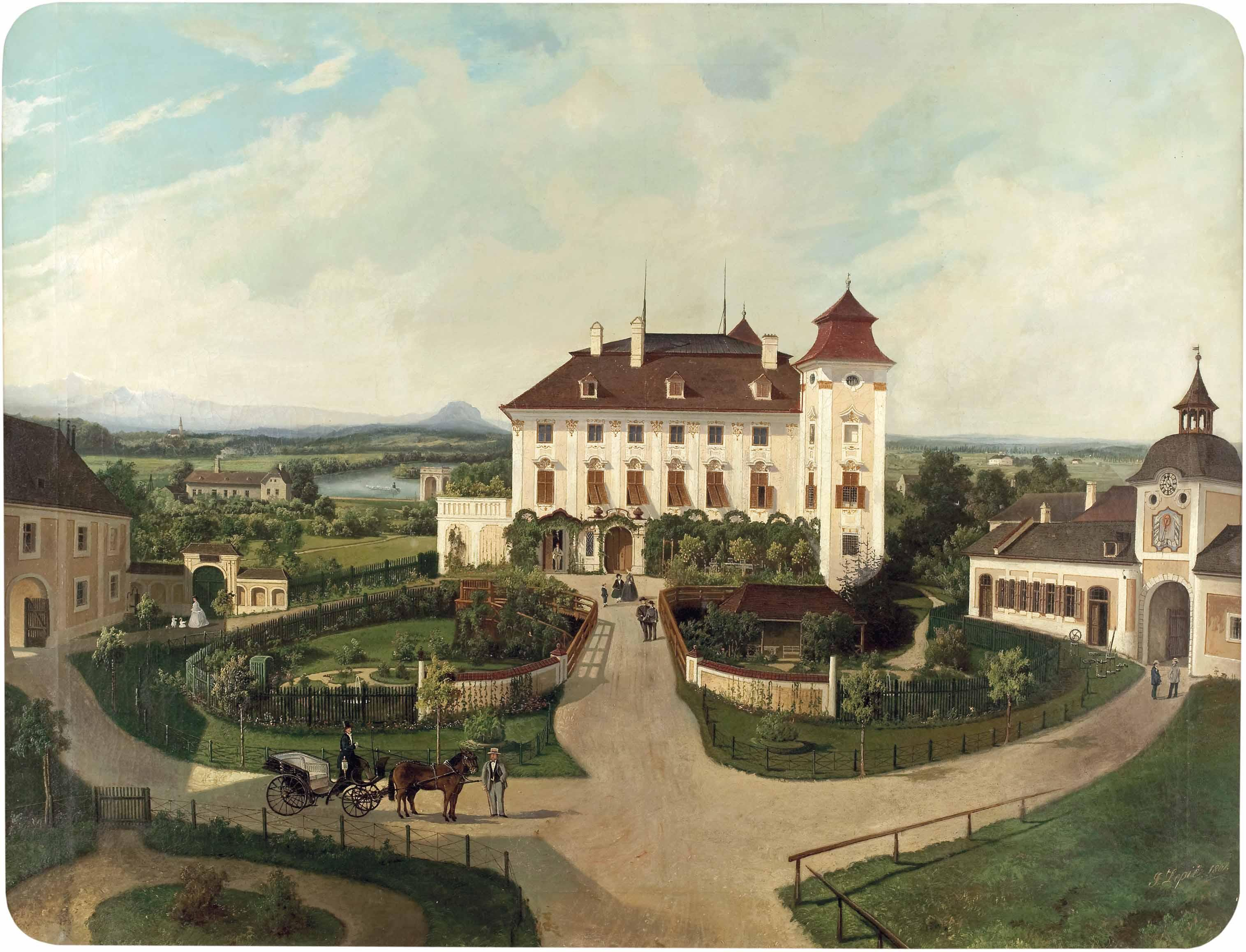
Zámek Lichtenegg u Welsu (1862)
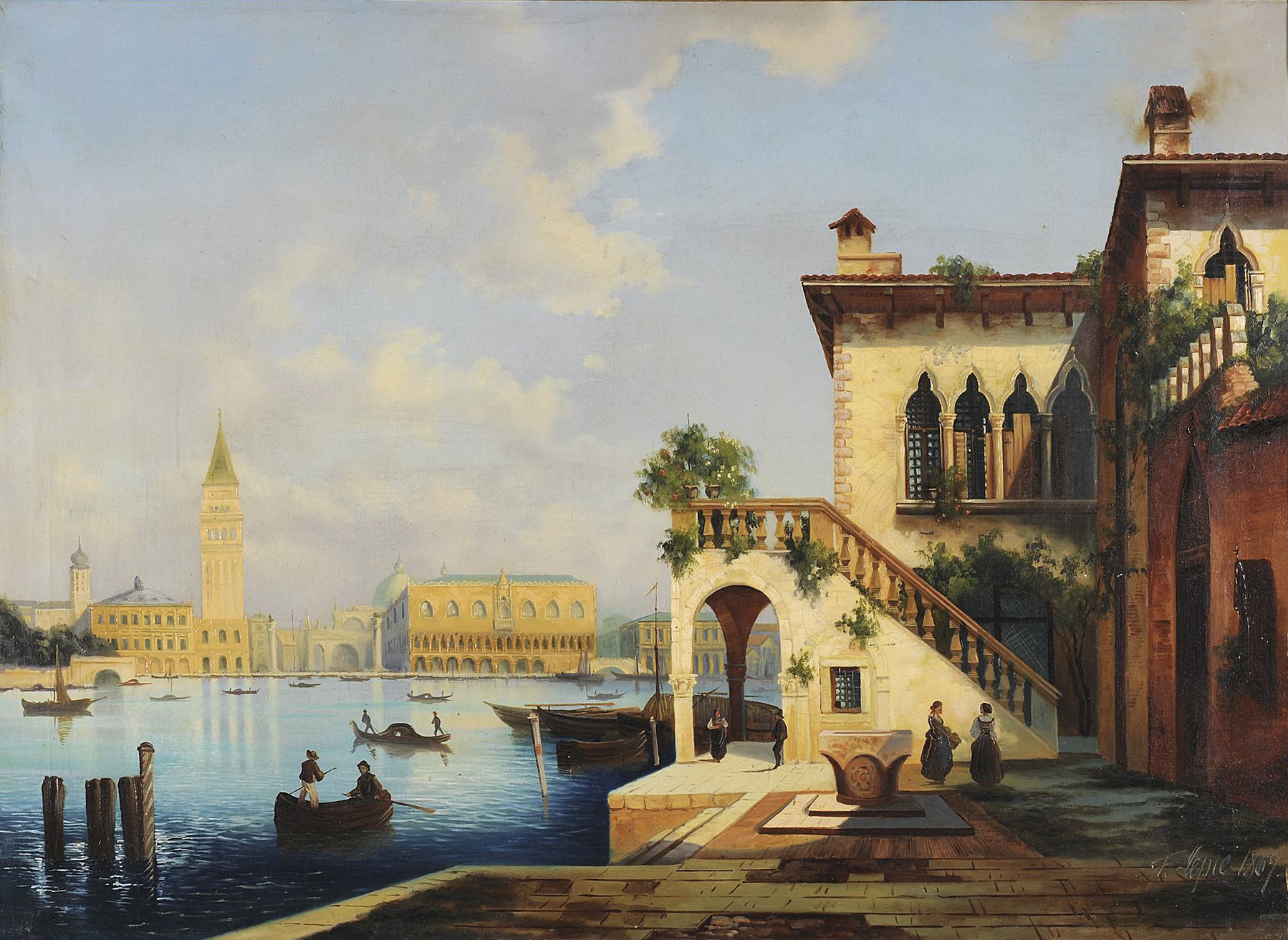
Benátky (1869)